# Борбени Мачак (Бетл Кет)
Борбени Мачак или Бетл Кет (енгл. Battle Cat) је измишљени лик из враншизе Господари свемира, он је велики зелени тигар са наранџастим пругама, црвеним оклопом са седлом и кацигом. Он је верни Хи-Менов пратилац и његово право име је Кринџер. Кринџер је веома плашљив мачак по чему је и добио име он је мањи и слабији у својој правој форми ал када га Хи-Мен обасја мачем моћи Кринџер постаје неустрашиви Борбени Мачак који је спреман да помогне Хи-Мену у његовим авантурама.